# Personaggi di Puella Magi Madoka Magica

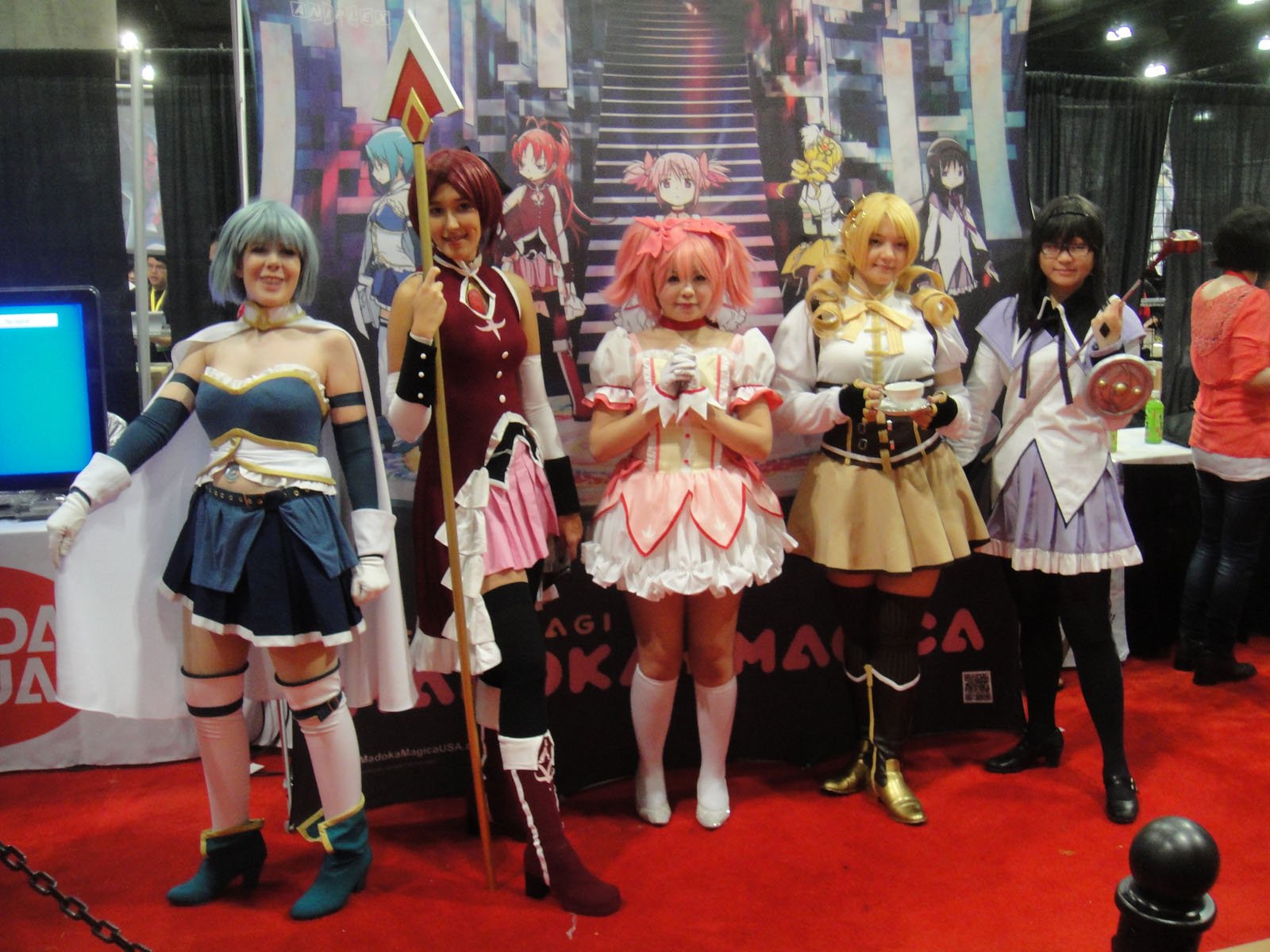
Cosplayer di Sayaka, Kyoko, Madoka, Mami e Homura all'Anime Expo del 2012.

Questa è la lista dei personaggi di Puella Magi Madoka Magica, serie televisiva anime di genere majokko, prodotta da Shaft e Aniplex, scritta dal Magica Quartet (pseudonimo di Akiyuki Shinbō, Gen Urobuchi, Ume Aoki e studio Shaft) e diretta da Akiyuki Shinbō, con la sceneggiatura di Gen Urobuchi, il character design originale di Ume Aoki, l'adattamento di Takahiro Kishida e la colonna sonora di Yuki Kajiura. L'anime è andato in onda in Giappone sui canali TBS e MBS dal 6 gennaio al 21 aprile 2011 per un totale di 12 episodi.

## Personaggi principali

### Madoka Kaname
Madoka Kaname (鹿目 まどか?, Kaname Madoka)
Doppiata da: Aoi Yūki (ed. giapponese), Joy Saltarelli (ed. italiana)
Protagonista della serie, è una ragazza di circa 14 anni che vede cambiare la propria esistenza dopo l'incontro con la maga Homura e il famiglio Kyubey, che le offre il contratto per diventare una maga. Madoka si considera una ragazza senza qualità e particolari talenti, che vede nella lotta di Mami contro le streghe un esempio su come rendersi utile agli altri. Nonostante questo ha numerose incertezze legate al patto con Kyubey, anche in relazione ai combattimenti di Mami e al particolare interesse che il famiglio dimostra nei suoi confronti. Fra tutti i personaggi della serie è quello che per estetica e carattere più si avvicina al classico modello femminile presentato dai majokko. Nella corrente linea temporale decide alla fine di sacrificarsi esprimendo il desiderio che non possano nascere più streghe, riuscendo così a purificare tutte le Soul Gem delle altre maghe in tutto il mondo e di ogni epoca passata, presente e futura grazie al suo unico ed enorme potere. Madoka trascende infine a diventare una divinità. Dopo aver fatto tutto ciò lascia il suo fiocco a Homura e svanisce dall'esistenza per ricongiungersi con la sua migliore amica Sayaka. Nella linea temporale mostrata nell'epilogo Madoka non è mai esistita.

### Homura Akemi
Homura Akemi (暁美 ほむら?, Akemi Homura)
Doppiata da: Chiwa Saitō (ed. giapponese), Alessia Amendola (serie e primi due film) e Emanuela Damasio (terzo film) (ed. italiana)
Misteriosa e affascinante, capace di eccellere in tutto ciò che fa eppure schiva, Homura appare per la prima volta in sogno a Madoka, la notte prima di diventare sua compagna di classe. Maga non legata a Kyubey, diventa principale antagonista del suo desiderio di rendere Madoka una maga. Dopo la trasformazione indossa una sorta di scudo, di forma circolare, al braccio sinistro. I suoi poteri le permettono di fermare il tempo o riavvolgerlo, inoltre il suo scudo apre uno spazio dimensionale pressoché infinito dove la ragazza ripone le innumerevoli armi da fuoco ed esplosive a sua disposizione. Nel corso della storia si scopre che proviene da una linea temporale in cui Madoka, diventata la sua unica amica dopo il trasferimento di Homura nella sua scuola, era una maga e morì; quindi Homura è tornata più volte indietro nel tempo per cercare di cambiare la storia. Inaspettatamente questi salti temporali hanno alterato il principio di causa effetto, donando alla Madoka attuale tutte le forze e i poteri delle sue alterego delle altre linee temporali, rendendola così la maga più potente che sia mai esistita. Kyubey stesso ammette che il potere di Madoka sfiora ormai quello divino rendendola così una divinità. Dopo il sacrificio di Madoka finisce in una linea temporale dove Mami e Kyōko sono ancora vive e decide di unirsi a loro in combattimento per difendere la città in onore della memoria di Madoka. Visto il cambiamento della storia, anche i poteri della ragazza sono cambiati. Infatti non avrà più uno scudo ma un arco che scaglia potenti frecce di energia.

### Sayaka Miki
Sayaka Miki (美樹 さやか?, Miki Sayaka)
Doppiata da: Eri Kitamura (ed. giapponese), Gea Riva (ed. italiana)
La compagna di classe di Madoka che, dopo averla aiutata a salvare Kyubey, finisce con il ricevere dalla creatura stessa un'offerta per diventare maga. Profondamente protettiva nei confronti dei suoi cari, ha particolarmente a cuore il destino di Kyōsuke Kamijō, un ragazzo malato di cui è segretamente innamorata. A seguito del contratto stipulato per far riacquistare l'uso delle mani a Kyōsuke sceglie come arma nei combattimenti la spada e come Mami può generarne decine allo stesso momento. Sayaka odia le persone che le danno l'impressione di pensare solo a sé stesse: questo, unito a un carattere decisamente attivo, la rende suscettibile e capace di ingaggiare liti. Caduta nella più profonda disperazione dopo che Hitomi si è confessata a Kyōsuke, decide di non purificare più la propria gemma e così si trasforma in una strega. Muore assieme a Kyōko nell'esplosione generata da quest'ultima.

### Mami Tomoe
Mami Tomoe (巴 マミ?, Tomoe Mami)
Doppiata da: Kaori Mizuhashi (ed. giapponese), Letizia Scifoni (ed. italiana)
Maga legata dal patto con Kyubey e studentessa del terzo anno della scuola di Madoka, vive da sola in un appartamento di lusso. Ha l'abilità di generare simultaneamente un numero praticamente infinito di fucili a pietra focaia, può usare fiocchi per bloccare i propri nemici ed è in grado di usare magie curative. Di carattere aperto e disponibile, è la prima maga che si presenta come tale nella serie. Dedita a una continua caccia alle streghe, pare particolarmente attenta alla difesa delle persone che le stanno attorno e propensa alla trasformazione di Madoka in maga. È la prima maga a morire per mano di una strega, venendo decapitata da questa. In una linea temporale differente, mostrata nell'episodio 10, impazzisce dopo che il gruppo aveva ucciso Sayaka diventata una strega e a sua volta uccide in preda alla follia Kyōko. Viene uccisa successivamente da Madoka. Nella linea temporale mostrata nell'epilogo è ancora viva e combatte le Bestie Magiche assieme a Kyōko e poi a Homura. La mossa con la quale finisce le streghe, utilizzando il suo fucile, è detta Tiro Finale (ティロ・フィナーレ?, Tiro Fināre) (chiamata in italiano anche nell'originale).

### Kyōko Sakura
Kyōko Sakura (佐倉 杏子?, Sakura Kyōko)
Doppiata da: Ai Nonaka (ed. giapponese), Veronica Puccio (ed. italiana)
Inizialmente introdotta come antagonista e insaziabile cacciatrice di streghe (dotata inoltre di un grande appetito, visto che in ogni puntata la si vede sempre sgranocchiare qualcosa), è una maga che ha scelto di usare la magia e il desiderio esaudito alla stipula del contratto con Kyubey per soli fini personali, nella convinzione che l'utilizzo di capacità straordinarie per gli altri non farebbe altro che causare male. Disincantata e sempre alla ricerca della miglior soluzione per sé, ha come arma di combattimento una lancia di cui può governare le dimensioni e delle catene con cui bloccare il nemico. Nonostante il suo carattere apparentemente egoista è in realtà una persona di cuore, infatti cerca in tutti i modi di salvare Sayaka trasformatasi in strega ma non riuscendoci decide di fermarla facendo esplodere la propria gemma, perendo insieme all'amica. Nella linea temporale mostrata nell'episodio 10 viene uccisa da Mami che era impazzita. Invece nella linea temporale mostrata nell'epilogo è ancora viva e combatte con Mami e poi anche con Homura le Bestie Magiche.

### Kyubey
Kyubey (キュゥべえ?, Kyuubee)
Doppiato da: Emiri Katō (ed. giapponese), Loretta Di Pisa (ed. italiana)
Creatura simile, per funzione, a un famiglio, è dotato del potere di esaudire il singolo desiderio di una ragazza prescelta. Il patto, chiamato contratto, prevede come contropartita la trasformazione in maga, combattente di streghe: le vite da maga di Mami, Kyōko e Sayaka sono legate a lui. Dall'aspetto curioso simile a quello di una classica mascotte majokko, può essere visto e sentito unicamente dalle maghe o dalle prescelte. Ha inoltre la capacità di diventare un tramite telepatico tra più persone. Profondo conoscitore di tutte le maghe, trova in Homura un ostacolo alla proposta fatta a Madoka. Si scopre successivamente che fa parte di una razza extraterrestre priva di emozioni chiamata Incubator che utilizza l'energia delle emozioni umane per stabilizzare l'entropia dell'universo e per questo ha creato maghe che hanno una grande speranza e si trasformano in streghe quando quest'ultima diventa disperazione, producendo una gran quantità di energia. Quindi è sempre a caccia di nuove candidate da trasformare in maghe, come ha fatto la sua razza fin dall'antichità. Non riesce a capire le emozioni umane ed è convinto che quello che fa sia un vantaggio per l'intero universo. Il nome Kyubee deriva da Inkyubētā (インキュベーター?), traslitterazione in katakana di Incubator, e viene pronunciato "Kyùbee" anche nella versione italiana, nonostante la traslitterazione ufficiale sia "Kyubey".

## Personaggi secondari

### Hitomi Shizuki
Hitomi Shizuki (志筑 仁美?, Shizuki Hitomi)
Doppiata da: Ryōko Shintani (ed. giapponese), Deborah Morese (ed. italiana)
Amica e compagna di classe di Madoka e Sayaka, rappresenta tra le tre il modello femminile più adulto e benpensante. Spesso convinta di una relazione tra le due compagne, ha un ruolo cruciale nella vita magica e sentimentale di Sayaka. È innamorata di Kamijō.

### Kyōsuke Kamijō
Kyōsuke Kamijō (上條 恭介?, Kamijō Kyōsuke)
Doppiato da: Seiko Yoshida (ed. giapponese), Renato Novara (ed. italiana)
Ex violinista, è un ragazzo che a seguito di un incidente e alla perdita dell'uso della mano ha dovuto abbandonare lo strumento. Ricoverato in ospedale e soggetto a cure continue, è oggetto delle attenzioni di Sayaka.

### Junko Kaname
Junko Kaname (鹿目 詢子?, Kaname Junko)
Doppiata da: Yūko Gotō (ed. giapponese), Maddalena Vadacca (ed. italiana)
La madre di Madoka, un'executive competitiva, brillante e scanzonata, spesso protagonista di ubriacature da dopo lavoro e sveglie difficili al mattino. È una donna gentile, entusiasta ma non senza sarcasmo, con un rapporto da consigliera con la figlia.

### Tomohisa Kaname
Tomohisa Kaname (鹿目 知久?, Kaname Tomohisa)
Doppiato da: Tetsuya Iwanaga (ed. giapponese), Luca Ghignone (ed. italiana)
Padre di Madoka, pacato e divertito uomo di casa.

### Tatsuya Kaname
Tatsuya Kaname (鹿目 タツヤ?, Kaname Tatsuya)
Doppiato da: Kaori Mizuhashi (ed. giapponese), Francesca Bielli (ed. italiana)
Il fratello minore di Madoka, l'unico che conserverà il ricordo di Madoka dopo la sua scomparsa, ma la considera solo come un'amica immaginaria.

### Kazuko Saotome
Kazuko Saotome (早乙女 和子?, Saotome Kazuko)
Doppiata da: Junko Iwao (ed. giapponese), Debora Magnaghi (ed. italiana)
Professoressa di Madoka, costantemente impegnata a lamentarsi della natura maschile e della vita di coppia.